# Lucas Valdemarín
Lucas Valdemarín (Rio Tercero, 13 maggio 1978) è un ex calciatore argentino, di ruolo attaccante.

## Carriera
Vanta 13 presenze e 2 reti nelle competizioni calcistiche internazionali di Europa e Sudamerica. Durante la sua carriera ha segnato 55 reti tra campionato e competizioni internazionali.